# 代克斯爾富特湖

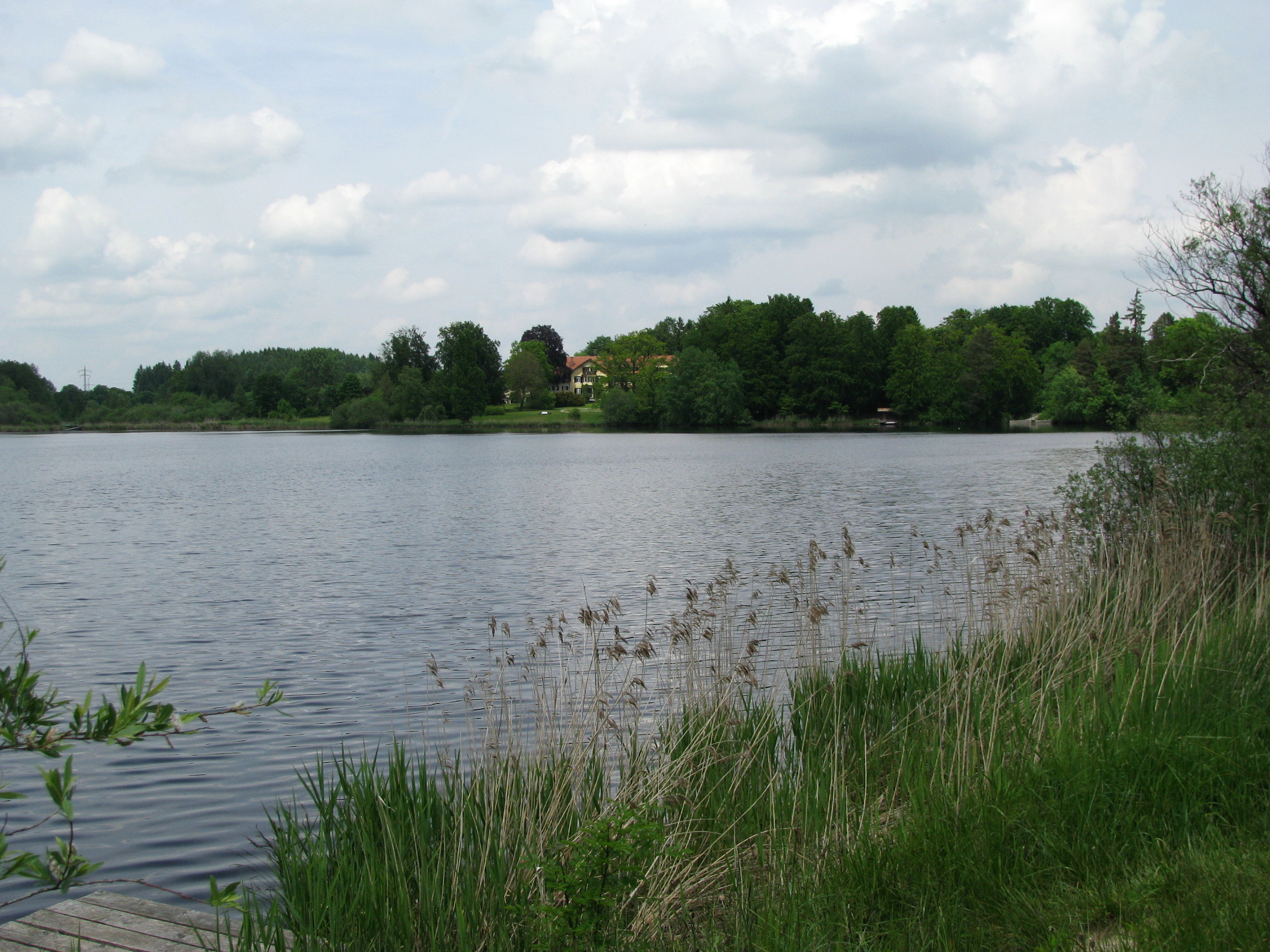

代克斯爾富特湖（德語：Deixlfurter See），是德國的湖泊，位於該國東南部，由巴伐利亞州負責管轄，處於圖青，長0.5公里、寬0.5公里，面積0.21平方公里，海拔高度694米。